# Roberto Eduardo Viola
Roberto Eduardo Viola (Buenos Aires, 13 de outubro de 1924 — Buenos Aires, 30 de setembro de 1994) foi um militar argentino que exerceu a presidência do seu país interinamente durante o ano de 1981, durante o Processo de Reorganização Nacional (1976-1983).